# 제이크 노츠
존 밀튼 "제이크" 노츠 주니어(John Milton "Jake" Knotts, Jr., 1944년 12월 12일 ~ )는 미국의 정치인이다.

## 경력
- 1995.01 ~ 2002.04 제111·112·113·114대 사우스캐롤라이나 제88선거구 하원의원
- 2002.04 ~ 2013.01 제114·115·116·117·118·119대 사우스캐롤라이나 제23선거구 상원의원

## 역대 선거 결과
| 선거명        | 직책명                                 | 대수  | 정당   | 득표율  | 득표수   | 결과 | 당락                         |
| ------------- | -------------------------------------- | ----- | ------ | ------- | -------- | ---- | ---------------------------- |
| 1994년 선거   | 하원의원 (사우스캐롤라이나 제88선거구) | 111대 | 공화당 | 99.75%  | 6,406표  | 1위  | 사우스캐롤라이나 주의원 당선 |
| 1996년 선거   | 하원의원 (사우스캐롤라이나 제88선거구) | 112대 | 공화당 | 100.00% | 6,519표  | 1위  | 사우스캐롤라이나 주의원 당선 |
| 1998년 선거   | 하원의원 (사우스캐롤라이나 제88선거구) | 113대 | 공화당 | 99.96%  | 7,044표  | 1위  | 사우스캐롤라이나 주의원 당선 |
| 2000년 선거   | 하원의원 (사우스캐롤라이나 제88선거구) | 114대 | 공화당 | 100.00% | 8,614표  | 1위  | 사우스캐롤라이나 주의원 당선 |
| 2002년 재선거 | 상원의원 (사우스캐롤라이나 제23부)     | 114대 | 공화당 | 61.40%  | 6,936표  | 1위  | 사우스캐롤라이나 주의원 당선 |
| 2004년 선거   | 상원의원 (사우스캐롤라이나 제23부)     | 116대 | 공화당 | 98.78%  | 28,572표 | 1위  | 사우스캐롤라이나 주의원 당선 |
| 2008년 선거   | 상원의원 (사우스캐롤라이나 제23부)     | 118대 | 공화당 | 98.03%  | 35,153표 | 1위  | 사우스캐롤라이나 주의원 당선 |
| 2012년 선거   | 상원의원 (사우스캐롤라이나 제23부)     | 120대 | 공화당 | 43.68%  | 14,298표 | 2위  | 낙선                         |